# ضريح الملكة تينهنان
ضريح الملكة تينهنان، هو عبارة عن قبر ضخم يقع في الصحراء الكبرى في ولاية تمنراست جنوب الجزائر. لقد بُني هذا القبر فوق بقايا تحصينات رومانية تعود لزمن الإمبراطور أغسطس.[بحاجة لمصدر]